# Gmina Jastków
Die Gmina Jastków ist eine Landgemeinde im Powiat Lubelski der Woiwodschaft Lublin in Polen. Ihr Sitz ist das gleichnamige Dorf.

## Gliederung
Zur Landgemeinde Jastków gehören 25 Ortschaften mit einem Schulzenamt:
Barak
Dąbrowica
Dębówka
Jastków
Józefów-Pociecha
Ługów
Marysin
Miłocin
Moszenki
Moszna
Moszna-Kolonia
Natalin
Ożarów
Panieńszczyzna
Płouszowice
Płouszowice-Kolonia
Piotrawin
Sieprawice
Sługocin
Smugi
Sieprawki
Snopków
Tomaszowice
Tomaszowice-Kolonia
Wysokie